# Nová Kelča
Nová Kelča és un poble i municipi d'Eslovàquia. Es troba a la regió de Prešov, al nord del país.

## Història
La primera referència escrita de la vila data del 1404.

## Demografia
| Godina             | 1994 | 2004   | 2014   | 2024   |
| ------------------ | ---- | ------ | ------ | ------ |
| Nombre de persones | 381  | 355    | 385    | 356    |
| Diferència         |      | −6,82% | +8,45% | −7,53% |

| Godina             | 2023 | 2024   |
| ------------------ | ---- | ------ |
| Nombre de persones | 352  | 356    |
| Diferència         |      | +1,13% |